# Ostariofizi
Ostariofizii (Ostariophysi) (din greacă ostarion = oscior, os mic, diminutiv de la osteon = os  + -physi = vezică, burduf ) este un supraordin mare de pești de apă dulce, care cuprinde aproximativ 7931 de specii, caracterizați prin prezența aparatului lui Weber, un șir de oscioare, care leagă vezica înotătoare cu labirintul urechii interne și a substanță de alarmă.

## Particularități anatomice
- vezica înotătoare prezentă (cu excepția Gonorynchus) și, de obicei, împărțită într-o camera anterioară mică, care este parțial sau complet acoperită de o tunică peritoneală argintie și o camera posterioară mai mare (redusă sau absentă la unele grupe)
- bazisfenoidul absent
- orbitosfenoidul prezent, cu excepția gonorinhiformelor (Gonorynchiformes)
- mezocoracoidul, de obicei, prezent
- dermopalatinul absent
- postcleitrul absent la gonorinhiforme și siluriforme, un postcleitru prezent la majoritatea cipriniformelor, și trei postcleitre la unele caraciforme și gimnotiforme
- proeminențe cornoase, unicelulare, foarte mici, denumite "unculi" sunt prezente, de obicei, pe diferite părți ale corpului (de exemplu, în regiunea gurii sau pe suprafața ventrală a înotătoarele perechi) și sunt cunoscute numai la ostariofizi
- tuberculi cornoși multicelulari ( = tuberculi nupțiali sau organe perliforme) cu înveliș cheratinos bine dezvoltați
- maxilarul superior protractil la multe specii
- înotătoarele pelviene, dacă sunt prezente, sunt în poziție abdominală.

## Substanță de alarmă
Peștii din acest grup au o reacție de spaimă provocată de o substanță de alarmă. Aceasta a fost prima dată documentată de Karl von Frisch în 1938 și descrisă în detaliu de către Wolfgang Pfeiffer în 1963 și 1977. Substanța de alarmă (Schreckstoff  în germană) este un feromon care este chimic similar sau identic la toți ostariofizii și este produsă din celulele claviforme epidermice. Leziunile de la nivelul pielii eliberează substanța de alarmă, care este detectată de simțul mirosului și provoacă o reacție de spaimă la indivizii din apropiere ai aceleiași specii (sau, uneori, la specii înrudite). Unele specii ale acestui supraordin sunt lipsite de reacție de frică, dar posedă o substanță de alarmă (de exemplu, la Serrasalminae) sau nu au nici substanță de alarmă, nici reacție de frică la substanțele de alarmă ale altor specii (de exemplu, loricariidele și gimnotiformele).

## Răspândire
Ostariofizii sunt prezenți pe toate continentele, cu excepția Antarcticei, Groenlandei și Noii Zeelande (Australia are câteva specii de siluriforme derivate secundar din grupuri marine) .
Majoritatea speciilor sunt de apă dulce. Aproximativ 123 de specii sunt marine (Chanidae, Gonorynchidae, jumătate din Plotosidae și cele mai multe Ariidae). Sunt cunoscute și specii subterane (hipogee).

## Sistematica
Supraordinul Ostariophysi este împărțit în două serii, Anotophysi și Otophysi. În literatura de specialitate mai veche termenul Ostariophysi corespunde cu seria Otophysi. Supraordinul Ostariophysi cuprinde 5 ordine, 68 familii , 1075 genuri și aproximativ 7931 de specii. Cele patru mari familii ale supraordinului - Cyprinidae, Characidae, Loricariidae și Balitoridae - reprezintă 4656 (sau 59%) de specii. Ostariofizii conțin aproximativ 28% dintre speciile de pești cunoscute în lume și acum reprezintă aproximativ 68% din speciile de apă dulce.
- Seria Anotophysi

- Ordinul  Gonorynchiformes

- Subordinul Chanoidei

- Familia  Chanidae

- Subordinul Gonorynchoidei

- Familia  Gonorynchidae

- Subordinul Knerioidei

- Familia  Kneriidae
- Familia  Phractolaemidae

- Seria Otophysi (Euostariophysi)

- Ordinul  Cypriniformes

- Familia  Cyprinidae
- Familia  Psilorhynchidae
- Familia  Gyrinocheilidae
- Familia  Catostomidae
- Familia  Cobitidae
- Familia  Balitoridae

- Ordinul  Characiformes

- Subordinul Citharinoidei

- Familia  Distichodontidae
- Familia  Citharinidae

- Subordinul Characoidei

- Familia  Parodontidae
- Familia  Curimatidae
- Familia  Prochilodontidae
- Familia  Anostomidae
- Familia  Chilodontidae
- Familia  Crenuchidae
- Familia  Hemiodontidae
- Familia  Alestiidae
- Familia  Gasteropelecidae
- Familia  Characidae
- Familia  Acestrorhynchidae
- Familia  Cynodontidae
- Familia  Erythrinidae
- Familia  Lebiasinidae
- Familia  Ctenoluciidae
- Familia  Hepsetidae

- Ordinul  Siluriformes

- Familia  Diplomystidae
- Familia  Cetopsidae
- Familia  Amphiliidae
- Familia  Trichomycteridae
- Familia  Nematogenyidae
- Familia  Callichthyidae
- Familia  Scoloplacidae
- Familia  Astroblepidae
- Familia  Loricariidae
- Familia  Amblycipitidae
- Familia  Akysidae
- Familia  Sisoridae
- Familia  Erethistidae
- Familia  Aspredinidae
- Familia  Pseudopimelodidae
- Familia  Heptapteridae
- Familia  Cranoglanididae
- Familia  Ictaluridae
- Familia  Mochokidae
- Familia  Doradidae
- Familia  Auchenipteridae
- Familia  Siluridae
- Familia  Malapteruridae
- Familia  Auchenoglanididae
- Familia  Chacidae
- Familia  Plotosidae
- Familia  Clariidae
- Familia  Heteropneustidae
- Familia  Austroglanidae
- Familia  Claroteidae
- Familia  Ariidae
- Familia  Schilbeidae (Schilbidae)
- Familia  Pangasiidae
- Familia  Bagridae
- Familia  Pimelodidae

- Ordinul  Gymnotiformes

- Subordinul Gymnotoidei

- Familia  Gymnotidae

- Subordinul Sternopygoidei

- Familia  Rhamphichthyidae
- Familia  Hypopomidae
- Familia  Sternopygidae
- Familia  Apteronotidae